# Temporada 1993 del Campeonato de España de Rally
La temporada 1993 fue la edición 37.ª del Campeonato de España de Rally. Comenzó el 26 de marzo en el Rally El Corte Inglés y terminó el 13 de diciembre en el Rally Isla de Tenerife. El calendario estaba formado por doce pruebas de las que dos, Corte Inglés y Príncipe de Asturias, eran puntuables para el Campeonato de Europa de Rally y una, el Rally Cataluña, para el Campeonato del Mundo.

## Calendario
Primer año en el que todas las pruebas eran sobre asfalto. El Rally Corte Inglés era puntuable para el campeonato de Europa y el Rally Cataluña para el campeonato del mundo. El rally de La Coruña estaba inicialmente previsto para los días 20 y 21 de agosto pero se movió a noviembre por un cambio en la normativa de la DGT.
| #  | Fecha               | Rally                           | Series |
| -- | ------------------- | ------------------------------- | ------ |
| 1  | 26-27 de marzo      | 17.º Rally El Corte Inglés      | ERC    |
| 2  | 23-25 de abril      | 15.º Rally Caja Cantabria       |        |
| 3  | 4-5 de junio        | 17.º Rally Villa de Llanes      |        |
| 4  | 25-27 de junio      | 26.º Rally de Ourense           |        |
| 5  | 9-11 de julio       | 15.º Rally San Froilán          |        |
| 6  | 24-25 de julio      | 17.º Rally San Agustín          |        |
| 7  | 6-8 de agosto       | 29.º Rally Rías Baixas          |        |
| 8  | 10-12 de septiembre | 30.º Rally Príncipe de Asturias | ERC    |
| 9  | 15-17 de octubre    | 7.º Rally de Linares            |        |
| 10 | 2-4 de noviembre    | 29.º Rally Cataluña-Costa Brava | WRC    |
| 11 | 12-13 de noviembre  | 25.º Rally Isla de Tenerife     |        |
| 12 | 19-21 de noviembre  | 11.º Rally de La Coruña         |        |

## Equipos
| Equipo                | Vehículo                | Piloto              | Copiloto           | Rondas            |
| Equipos oficiales     | Equipos oficiales       | Equipos oficiales   | Equipos oficiales  | Equipos oficiales |
| --------------------- | ----------------------- | ------------------- | ------------------ | ----------------- |
| Opel Team España      | Opel Astra GSi 16V      | José María Bardolet | Joaquín Muntada    | 3-6, 8, 10, 12    |
| Opel Team España      | Opel Astra GSi 16V      | Luis Climent        | José Antonio Muñoz | 1-6, 8, 10, 12    |
| Peugeot Talbot España | Peugeot 309 GTI 16      | Borja Moratal       | Alfredo Rodríguez  | 1-6, 8-10         |
| Peugeot Talbot España | Peugeot 106 SXi         | Oriol Gómez         | Marc Martí         | 2-6, 8-10, 12     |
| Equipos privados      |                         |                     |                    |                   |
| Daniel Alonso         | Ford Escort RS Cosworth | Daniel Alonso       | Salvador Belzunces | 2-6, 8, 10        |
| Cimauto Sport         | Renault Clio Williams   | Kiko Cima           | Jacinto Martínez   | 1-6, 8-9 ,12      |
| Escudería Miño-Lugo   | Peugeot 309 GTI 16      | Sergio Vallejo      | Diego Vallejo      | 1-6, 8-10, 12     |
| Escudería Berberecho  | Citroën AX Sport        | Arturo Rial         | Juan Carlos Arias  | 2, 4-5, 7, 12     |
| Escudería Purroy      | Renault Clio 16V        | Javier Azcona       | Inma Vittorini     | 3-10, 12          |
| Gamace MC Competición | Peugeot 309 GTI 16      | David Guixeras      | Carlos del Barrio  | 1-6, 8-9          |
| Gamace MC Competición | Peugeot 309 GTI 16      | David Guixeras      | Jordi Albadalejo   | 10                |

## Resultados

### Campeonato de pilotos
| Pos. | Piloto              | COI | CAJ | LLA | OUR | FRO | SAG | RBX | PDA | LIN | CAT | ITE | COR | Puntos |
| ---- | ------------------- | --- | --- | --- | --- | --- | --- | --- | --- | --- | --- | --- | --- | ------ |
| 1.   | José María Bardolet |     |     | 1   | 1   | 1   | 4   |     | Ret |     | 2   |     | 1   | 948    |
| 2.   | Luis Climent        | 3   | 11  | 2   | 2   | Ret | 1   |     | Ret |     | 1   |     | 14  | 871    |
| 3.   | Daniel Alonso       |     | 3   | Ret | 5   | 3   | 2   |     | 1   |     | Ret |     |     | 758    |
| 4.   | Borja Moratal       | Ret | 2   | Ret | 4   | 4   | 3   |     | 2   | 1   | Ret |     |     | 711    |
| 5.   | Kiko Cima           | 2   | Ret | Ret | 6   | 5   | Ret |     | 4   | Ret |     |     | 2   | 633    |
| 6.   | Oriol Gómez         |     | 4   | Ret | Ret | 7   | 6   |     | Ret | 2   | 3   |     |     | 615    |
| 7.   | Sergio Vallejo      | 5   | 7   | Ret | 8   | 10  | 7   |     | 7   | 6   | Ret |     | 5   | 510    |
| 8.   | Arturo Rial         |     | 6   |     | 7   | 8   |     | 2   |     |     |     |     | 6   | 483    |
| 9.   | Javier Azcona       |     |     | 17  | 12  | 12  | 11  | Ret | 5   | 8   | 6   |     | 3   | 479    |
| 10.  | David Guixeras      | 4   | Ret | 4   | 10  | 11  | 10  |     | Ret | 5   | Ret |     |     | 464    |

### Campeonato de marcas
| Pos. | Marca   | Puntos |
| ---- | ------- | ------ |
| 1.   | Peugeot | 951    |
| 2.   | Renault | 590    |
| 3.   | Ford    | 503    |
| 4.   | SEAT    | 465    |
| 5.   | Opel    | 389    |

### Campeonato de copilotos
| Pos. | Copiloto           | Puntos |
| ---- | ------------------ | ------ |
| 1.   | Joaquín Muntada    | 948    |
| 2.   | José Antonio Muñoz | 871    |
| 3.   | Salvador Belzunces | 758    |
| 4.   | Alfredo Rodríguez  | 711    |
| 5.   | Jacinto Martínez   | 633    |
| 6.   | Marc Martí         | 615    |
| 7.   | Diego Vallejo      | 510    |
| 8.   | Juan Carlos Arias  | 483    |
| 9.   | Inma Vittorini     | 479    |
| 10.  | Carlos del Barrio  | 464    |

### Grupo N
| Pos. | Piloto         | Puntos |
| ---- | -------------- | ------ |
| 1.   | Daniel Alonso  | 866    |
| 2.   | Javier Azcona  | 759    |
| 3.   | Sergio Vallejo | 736    |
| 4.   | David Guixeras | 696    |
| 5.   | Jaime Azcona   | 568    |

### Desafío Peugeot
| Pos. | Piloto                   | Puntos |
| ---- | ------------------------ | ------ |
| 1.   | Jaime Azcona             | 484    |
| 2.   | Sergio Vallejo           | 464,5  |
| 3.   | David Nafría             | 425    |
| 4.   | David Guixeras           | 381    |
| 5.   | Sergio García            | 235,5  |
| 6.   | José Luis Carrera        | 222    |
| 7.   | Francisco Javier Giménez | 202    |
| 8.   | Víctor Roza              | 184    |
| 9.   | Manuel Muniente          | 124    |
| 10.  | Roberto Blach            | 123    |

### VII Copa Nacional Renault de rallyes
| Pos. | Piloto              | Puntos |
| ---- | ------------------- | ------ |
| 1.   | Javier Azcona       | 823    |
| 2.   | Miguel Ángel Fuster | 439    |
| 3.   | Alfonso Loza        | 378    |
| 4.   | Fernando González   | 324    |
| 5.   | Félix Maroto        | 211    |
| 6.   | Const. Fuertes      | 89     |
| 7.   | J. Mª Sal del Río   | 58     |
| 8.   | José Calvo          | 36     |

### Copa Nacional Renault (grupo A)
| Pos. | Piloto                |
| ---- | --------------------- |
| 1.   | Miguel Martínez-Conde |
| 2.   | José Piñón            |

### Copa SEAT Marbella de rallyes
| Pos. | Piloto               | Puntos |
| ---- | -------------------- | ------ |
| 1.   | Oriol Casellas       | 67     |
| 2.   | Aitor Zubillaga      | 56     |
| 3.   | Félix García         | 46     |
| 4.   | Óscar Riesgo         | 44     |
| 5.   | Iván de Santiago     | 37     |
| 6.   | Amable Bermúdez      | 33     |
| 7.   | José Mario Rodríguez | 25     |
| 8.   | José Manuel Porto    | 24     |
| 9.   | Jorge Martínez       | 18     |
| 10.  | Daniel Sarasategui   | 5      |

### Copa Hyundai de rallies
| Pos. | Piloto             | Puntos |
| ---- | ------------------ | ------ |
| 1.   | Toni Vidal         | 46     |
| 2.   | Javier Piñeiro     | 42     |
| 3.   | José A. Teruel     | 31     |
| 4.   | Manuel Aguirre     | 28     |
| 5.   | José M. Fraile     | 27     |
| 6.   | Pablo de Lombas    | 25     |
| 7.   | Josep P. Carabante | 24     |
| 8.   | José A. Cianca     | 14     |
| 9.   | Luis Vic Nieto     | 11     |
| 10.  | Antonio Fernández  | 8      |